# Damieta (província)
Damieta (em árabe: محافظة دمياط; romaniz.: Muḥāfāzah Dumyat) é uma província (moafaza) do Egito sediada em Damieta. Possui 910 quilômetros quadrados e segundo censo de 2018, havia 1 527 189 habitantes.